# Judo na Letních olympijských hrách 1964
Zápasy v judu na LOH v Tokiu probíhaly v období 21. - 23. října 1964.

## Medailisté

### Muži
| Kategorie       | Zlato                              | Stříbro                                           | Bronz                                        | Bronz                                        |
| --------------- | ---------------------------------- | ------------------------------------------------- | -------------------------------------------- | -------------------------------------------- |
| −68 kg          | Takehide Nakatani · Japonsko (JPN) | Eric Hänni · Švýcarsko (SUI)                      | Aron Bogoľubov · Sovětský svaz (URS)         | Oleg Stěpanov · Sovětský svaz (URS)          |
| −80 kg          | Isao Okano · Japonsko (JPN)        | Wolfgang Hofmann · Tým sjednoceného Německa (EUA) | James Bregman · Spojené státy americké (USA) | Kim Ui-te · Jižní Korea (KOR)                |
| +80 kg          | Isao Inokuma · Japonsko (JPN)      | Doug Rogers · Kanada (CAN)                        | Parnaoz Čikviladze · Sovětský svaz (URS)     | Anzor Kiknadze · Sovětský svaz (URS)         |
| Bez rozdílu vah | Anton Geesink · Nizozemsko (NED)   | Akio Kaminaga · Japonsko (JPN)                    | Theodore Boronovskis · Austrálie (AUS)       | Klaus Glahn · Tým sjednoceného Německa (EUA) |

## Přehled medailí
| Pořadí | Země                           | Zlato | Stříbro | Bronz | Celkově |
| ------ | ------------------------------ | ----- | ------- | ----- | ------- |
| 1.     | Japonsko (JPN)                 | 3     | 1       | 0     | 4       |
| 2.     | Nizozemsko (NED)               | 1     | 0       | 0     | 1       |
| 3.     | Tým sjednoceného Německa (EUA) | 0     | 1       | 1     | 2       |
| 4.     | Kanada (CAN)                   | 0     | 1       | 0     | 1       |
| 4.     | Švýcarsko (SUI)                | 0     | 1       | 0     | 1       |
| 6      | Sovětský svaz (URS)            | 0     | 0       | 4     | 4       |
| 7.     | Austrálie (AUS)                | 0     | 0       | 1     | 1       |
| 7.     | Jižní Korea (KOR)              | 0     | 0       | 1     | 1       |
| 7.     | Spojené státy americké (USA)   | 0     | 0       | 1     | 1       |
| Celkem | Celkem                         | 4     | 4       | 8     | 16      |